# Дејлвил (Алабама)
Дејлвил (енгл. Daleville) град је у америчкој савезној држави Алабама. По попису становништва из 2010. у њему је живело 5.295 становника.

## Демографија
Према попису становништва из 2010. у граду је живело 5.295 становника, што је 642 (13,8%) становника више него 2000. године.
| Група             | 2000.         | 2010.         |
| Белци             | 2.929 (62,9%) | 3.185 (60,2%) |
| Афроамериканци    | 1.180 (25,4%) | 1.198 (22,6%) |
| Азијати           | 170 (3,7%)    | 143 (2,7%)    |
| Хиспаноамериканци | 183 (3,9%)    | 535 (10,1%)   |
| Укупно            | 4.653         | 5.295         |